# Галльмейер, Жозефина
Жозефина Галльмейер (нем. Josefine Gallmeyer; 27 февраля 1838[…], Лейпциг, Германский союз — 2 февраля 1884, Вена[…]) — австрийская актриса

, танцовщица

, оперная певица, театральный режиссёр

, писательница и благотворитель немецкого происхождения.

## Биография
Жозефина Галльмейер родилась 27 февраля 1838 года в немецком городе Лейпциге в Королевстве Саксония; внебрачная дочь австрийской актрисы и оперной певицы (сопрано) Катарины Томаселли (1811—1857) и оперного певца (тенора) Майкла Грайнера (1798—1862). В 1842 году мать переписала её по фамилии фамилию отчима — Кристиана Галльмейера.

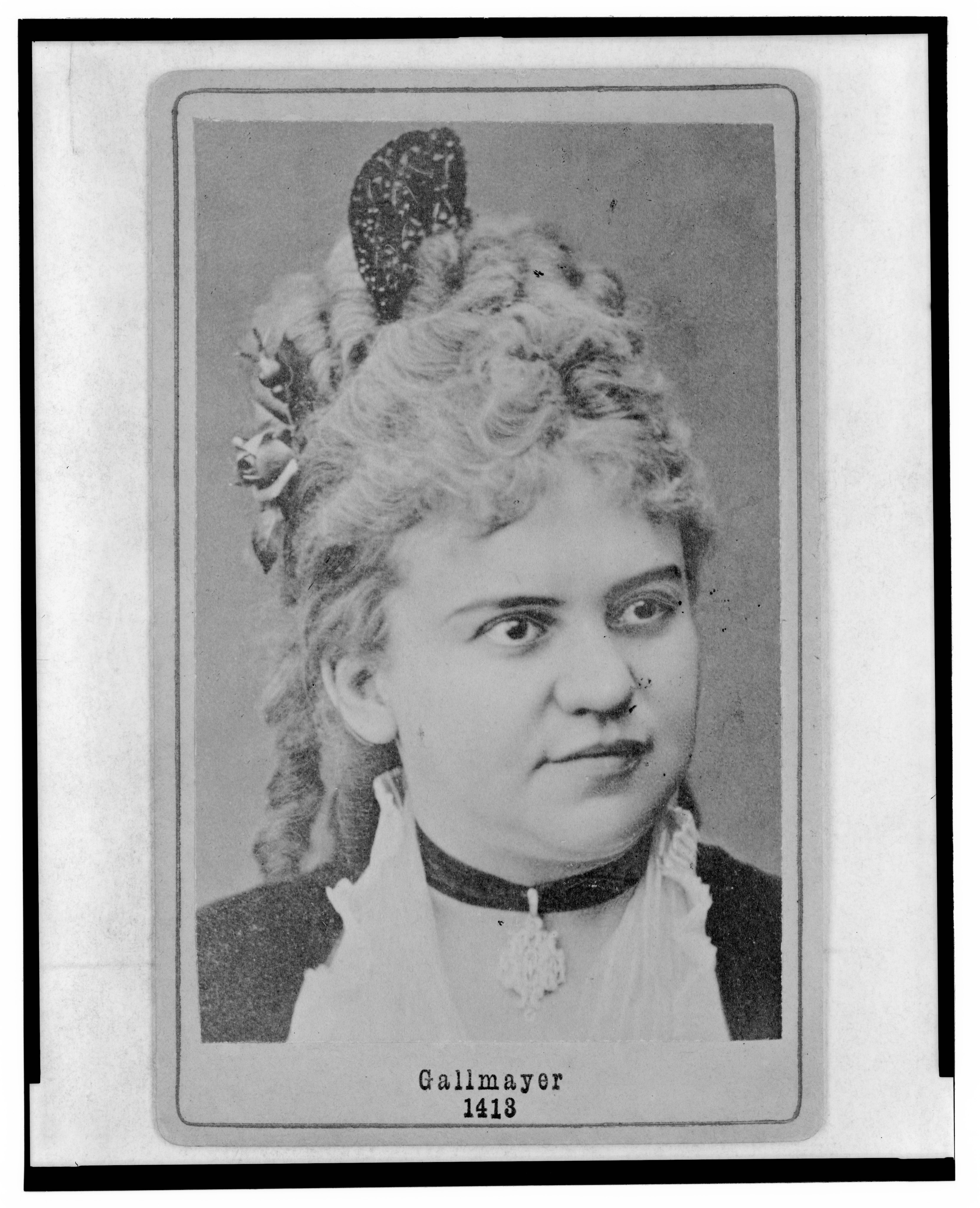
Галльмейер в 1860 году

В 1853 году, в возрасте 15 лет, Галльмейер дебютировала в Городском театре Брно. После этого она работала в театральной труппе «United German Theaters» в Будапеште, но вскоре её контракт был расторгнут без предупреждения из-за «неповиновения и неподчинения».
Вернувшись в Брно, она все чаще появлялась как пародистка и в 1856 году была замечена австрийским драматургом-комедиографом Иоганном Непомуком Нестроем. После посещения Театра в Йозефштадте Нестрой способствовала принятию Ж. Галльмейер в Карл-театр в Вене (1857 год). Это сотрудничество не привело к каким-либо заметным успехам, и Галльмейер снова вернулась в город Брно.
Помимо дальнейших выступлений в Брно, она давала гастроли в румынских городах Сибиу и Тимишоаре. Фридрих Штрампфер, директор Немецкого государственного театра в Тимишоаре, нанял её туда и способствовал её турне по Германии, в ходе которого она выступила в театре Виктория в Берлине и в Königliches Hoftheater в Дрездене.
В 1862 году Галлмейер присоединилась к Стрампферу в Вене, где стала директором театра «Ан дер Вин». Там она добилась большого успеха в сотрудничестве с Оттокаром Францем Эберсбергом и Карлом Костой.

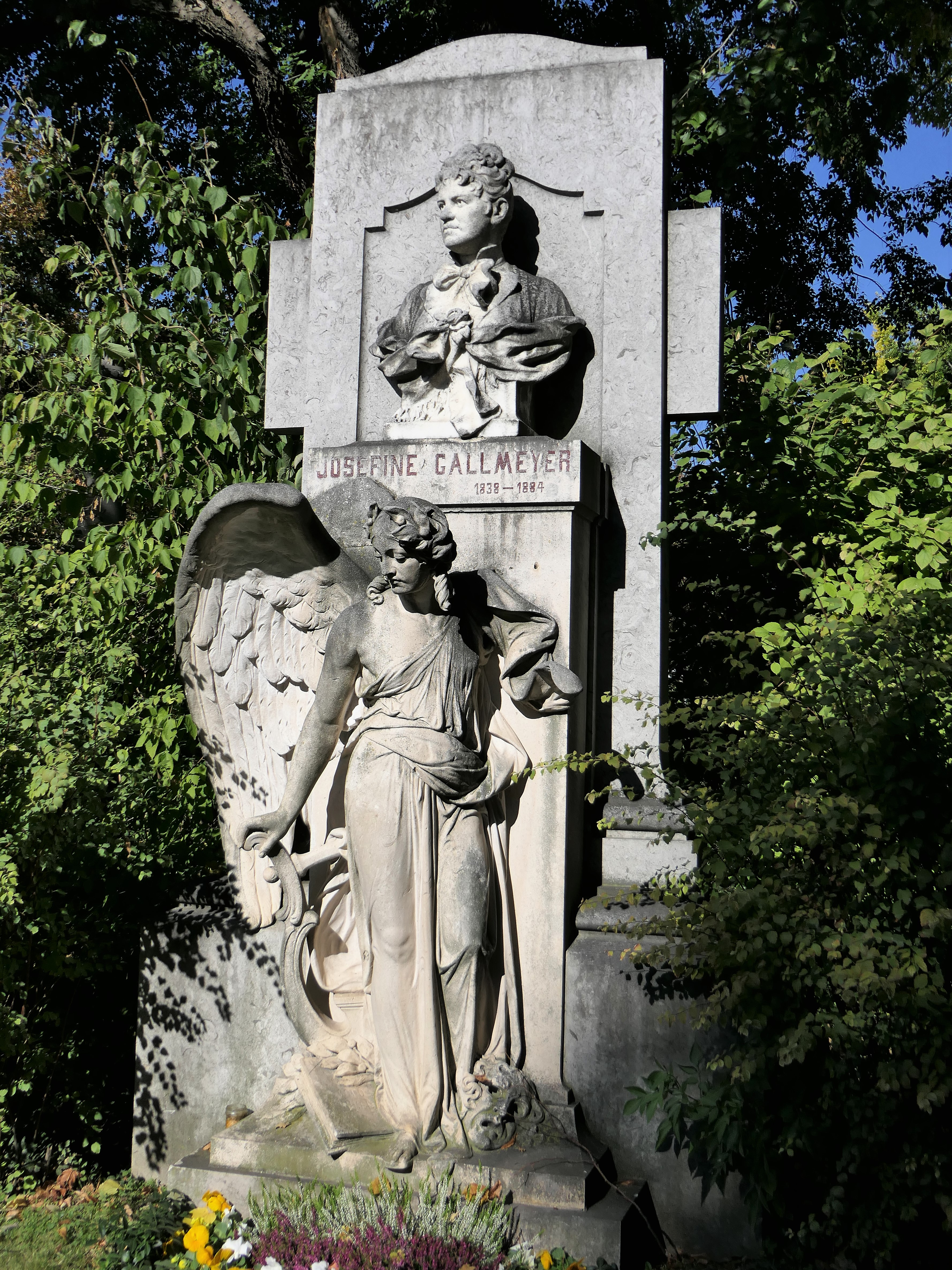
Могила Галльмейер

В 1865 году Жозефина Галльмейер вернулась в «Карл-театр». Жак Оффенбах, от которого она ждала роли, отказался написать для неё даже строчку. В 1875 году она вместе с писателем Юлиусом Розеном стала руководить «Стрампфер-Театром», который обанкротился в 1884 году.
В 1882—1883 гг. ей удалось реабилитировать свой имидж удачными гастролями по Соединённым Штатам Америки. В последующие годы она выступала в «Ан дер Вин», «Карл-театре», а также на сценах Гамбурга, Берлина и Граца.
Её вклад в литературу включает в себя несколько пьес и рассказов, пародию «Sarah u. Bernhardt» и автобиографию.
Галлмейер была известна своей экстравагантностью; её считали очень богатой, но из-за огромных расходов на благотворительность, к концу жизни она была почти разорена.
Жозефина Галльмейер умерла 2 февраля 1884 года в австрийской столице и была похоронена на Центральном кладбище Вены.

В 1928 году одна из улиц девятнадцатого района Вены была названа в её честь — Gallmeyergasse. 